# Lamelligomphus hanzhongensis
Lamelligomphus hanzhongensis là loài chuồn chuồn trong họ Gomphidae. Loài này được Yang & Zhu mô tả khoa học đầu tiên năm 2001.